# 菊池由起子
菊池 由起子（きくち ゆきこ、1981年12月28日 - ）は、日本の女性声優。秋田県出身。元アイムエンタープライズ所属。

## 来歴
- 日本ナレーション演技研究所・アイムエンタープライズ

## 出演

### テレビアニメ
- がくえんゆーとぴあ まなびストレート!（2007年、柔道部員）
- ポケットモンスター ベストウイッシュ シーズン2（2012年、マルフジ）

### ゲーム
- アルカナハートシリーズ（ミルドレッド・アヴァロン、ナレーション）
- ソウルクレイドル 世界を喰らう者（主人公〈女〉）
- 転生八犬士封魔録（芦屋音々、使い魔）
- 魔界戦記ディスガイア3（リベア）※ダウンロードコンテンツで登場
- 魔界戦記ディスガイア3 Return（リベア）

### 吹き替え
- ギルモア・ガールズ
- クリミナル・マインド7 FBI行動分析課
- スピードスター（バスケス、女刑事）
- ソウルメイト
- 大統領暗殺（ノートン）
- プロジェクト・ランウェイ3
- 名探偵モンク（ピーティ）

### オーディオドラマ
- クレシェンド（2019年[2][3][4][5]（収録は2011年 - 2013年）、チューリン[6][7]）